# 李國球
李國球（？—？），字倩玉，江西广信府鉛山縣人。

## 生平
黄贞甫督学豫章，奇賞之，天啓元年（1621年）辛酉科江西乡试解元，崇祯元年（1628年）戊辰科進士，选庶吉士，以疾卒于京。國球为人孝友，口未尝臧否人物，乡党咸称之，祀乡贤祠。